# Polemonium confertum
Polemonium confertum är en blågullsväxtart som beskrevs av Asa Gray. Polemonium confertum ingår i släktet blågullssläktet, och familjen blågullsväxter. Inga underarter finns listade i Catalogue of Life.